# Melanocetus rossi
Melanocetus rossi is een straalvinnige vissensoort uit de familie van de hengelaarvissen (Melanocetidae). De wetenschappelijke naam van de soort is voor het eerst geldig gepubliceerd in 1981 door Balushkin & Fedorov.